# Alcithoe grahami
Alcithoe grahami là một loài ốc biển sâu, kích thước trung bình, là động vật thân mềm chân bụng trong họ Volutidae, họ ốc dừa.
Chiều cao vỏ ốc tới 32.5 mm, và chiều rộng vỏ ốc tới 15 mm.